# Lyciasalamandra
Lyciasalamandra é um género de salamandra da família Salamandridae. Pode ser encontrado na Turquia e na Grécia.

## Espécies
- Lyciasalamandra antalyana (Basoglu e Baran, 1976)
- Lyciasalamandra atifi (Basoglu, 1967)
- Lyciasalamandra billae (Franzen e Klewen, 1987)
- Lyciasalamandra fazilae (Basoglu e Atatür, 1974)
- Lyciasalamandra flavimembris (Mutz e Steinfartz, 1995)
- Lyciasalamandra helverseni (Pieper, 1963)
- Lyciasalamandra luschani (Steindachner, 1891)